# 都尉墨
都尉墨（?—?），战国时期秦国人物，官至都尉。
蜀王别封其弟葭萌至汉中，号称苴侯。苴侯与巴王交好，巴、蜀有仇，蜀王大怒，伐苴侯。苴侯逃到巴国，向秦求救。前316年（周慎靓王五年、秦惠文王后九年）秋，秦惠文王派大夫张仪、司马错、都尉墨等率军从石牛道伐蜀。蜀王从葭萌抵御，战败。蜀王逃至武阳，被秦军所害。蜀国的相、傅及太子退至逢乡，死在白鹿山，开明氏王朝灭亡。十月，蜀国平定，司马错等人进取苴与巴。